# Иваницкий, Николай Иванович
Никола́й Ива́нович Ивани́цкий (2 [14] января 1816, Вологодская губерния — 23 июня [5 июня] 1858, Псков) — русский писатель и педагог, краевед, фольклорист.
Брат изобретателя и писателя А. И. Иваницкого. Его племянником был писатель, поэт, этнограф Н. А. Иваницкий (1847—1899).

## Биография
Родился 2 (14) января 1816 года в деревне Широгорье, в 25 верстах от Вологды. Происходил из обер-офицерских детей. С 1817 года его отец работал управляющим Серёговским солеваренным заводом купца Рыбникова в Яренском уезде.
В 1823 году семья переехала в Вологду, где вскоре приобрела собственный дом. В следующем году Николай Иваницкий был принят в Вологодскую гимназию. В гимназии начали проявляться его литературные способности. Окончив учёбу в гимназии, 23 августа 1833 года отправился в Санкт-Петербург. На вступительных экзаменах он не блистал, но всё-таки был принят на 1-е, историко-филологическое отделение философского факультета Петербургского университета на «казённый кошт». Во время обучения он продолжал свои литературные опыты. Вспоминая о рукописном студенческом журнале, он указал: «Я по обыкновению был самым ревностным сотрудником: писал много, но для того только, чтобы написать, а об усовершенствовании и не думал». На Иваницкого обратили внимание преподаватели русской словесности университета П. А. Плетнёв и А. В. Никитенко. Они отстояли его после второго курса, когда «по малоуспешности» он был намечен к отчислению с назначением в учители. Они также помогли ему найти частные уроки в Москве. Иваницкий посещал литературные «среды» Плетнёва и «пятницы» Никитенко, где познакомился со многими известными писателями.
В 1838 году со степенью кандидата окончил 1-е отделение (историко-филологическое) философского факультета Императорского Санкт-Петербургского университета и был назначен учителем русского языка в Псковскую мужскую гимназию. Иваницкий вспоминал, что «последний год в университете и два года во Пскове решительно не писал (стихов). Во Пскове написано было только одно стихотворение к К. А. Я. Оно есть в моей книге». Внимание Иваницкого здесь привлекли Псковские древности: Изборская крепость, храмы Пскова.
В 1840 году, по ходатайству своего отца, был переведён на открывшуюся в Вологодской гимназии вакансию учителя русской словесности и приехав Вологду сразу разместил в «Вологодских губернских ведомостях» статью «Осада Пскова Баторием» (1840. — № 8). В 1841 году Иваницкий познакомился с М. П. Погодиным, который проезжал через Вологду и в журнале «Москвитянин» опубликовал полученные от Иваницкого «Причитания невесты в Вологодской губернии» (1841. — Кн. 12). В Вологде Иваницкий написал немало стихов, как собственных, так и переводных. Некоторые из них были напечатаны в журнале «Маяк»: стихотворение о Бородинской битве и лирические стихи «Могильный цветок» (1842. — Т. 2, кн. 3), «Весна» (1842. — Т. 4, кн. 8), «Падучая звезда» (1843. — Т. 7, кн. 14) и переводные из Шиллера «Четыре века» (1843. — Т. 9, кн. 17) и Кернера (1844). В 1842 году в журнале «Маяк» (Т. 4 кн. 7. — С. 23—64) была помещена его статья «О способе преподавания логики в гимназиях и о руководстве к логике Рождественского» с критикой этого учебника и схоластического преподавания предмета, которая получила одобрительный отзыв в «Журнале Министерства народного просвещения». В журнале «Маяк» была опубликована также его критическая статья «К русским поэтам» (1844. — Т. 16, кн. 32), в которой он указывал на ответственность авторов за формирование общественного мнения и воспитание вкуса читателей.
Летом 1844 года Иваницкий подал прошение об освобождении от службы в Вологодской гимназии и поехал в Петербург, где 25 августа ему удалось устроиться по вольному найму заместителем преподавателя института Корпуса инженеров путей сообщения. Спустя два года, 5 октября 1846 года ему удалось получить место старшего учителя русской словесности 5-й Петербургской гимназии; в 1852 году он был уже её инспектором. В петербургский период своей жизни он начал сотрудничать в «Современнике» (некролог «Г. Ф. Пухта, знаменитый берлинский правовед». — 1846. — Т. 42; Из записок Гёте. — 1846. — Т. 43) и в «Отечественных записках» (рассказ «Натальин день». — 1849. — Т. 63; две статьи о Гоголе, 1852—1853 — Гоголь — адъюнкт-профессор). По роману Вальтера Скотта «Оклей Камерон» Иваницкий подготовил драму в 5 действиях «За короля», которая в 1847 году была сыграна на сцене Императорского Александрийского театра.
«Высочайшим приказом по гражданскому ведомству от 23 августа № 165 инспектор 5-й С.-Петербургской гимназии надворный советник Иваницкий назначен директором училищ Псковской губернии». Отдельной должности директора в губернской гимназии тогда не существовало, а в ведении директора училищ Псковской губернии находилась не только единственная в губернии мужская гимназия, но и 8 уездных, 10 приходских и 26 волостных училищ. Но поскольку в каждом уездном училище штатом предусматривался заведующий, называвшийся смотрителем, директор училищ фактически руководил гимназией, возглавляя её педсовет. С 5 января 1854 года Н. И. Иваницкий состоял в чине коллежского советника.
Отдельно Иваницким были издана дискуссионная работа «Исследования о времени основания Пскова» (Псков, 1856). Он оставил «Воспоминания о виденном и пережитом», в которых описана Вологда. Иваницкий оставил после себя содержательные воспоминания и дневник, охватывающие период 1820—1840-х годов — опубликован в VIII выпуске «Щукинского сборника» (М., 1909. — С. 218—358); небольшой отрывок был перепечатан в XIII выпуске сборника «Пушкин и его современники» (СПб., 1910. — С. 30—37.)
Иваницкий — автор дневника и воспоминаний о Пушкине, которого он видел на лекции Гоголя в Петербургском университете в октябре 1834 года.
Умер 23 июня (5 июля) 1858 году и был похоронен, по сообщению Б. Л. Модзалевского, на Дмитриевском кладбище, около церкви, с левой стороны, рядом с могилами Милевского и Скрыдлова; надгробье на могиле Скрыдлова сохранилось, находившийся рядом памятник с могилы Милевского был восстановлен в сентябре 2005 года к 140-летию со дня его кончины, а могила Иваницкого совершенно утрачена.
Н. И. Иваницкий не был женат, и по делу о его движимом имуществе в 1861 году в Псков вызывалась дочь коллежского асессора девица Екатерина Ивановна Иваницкая (очевидно, его сестра).